# Andronic Doukas (fils du césar Jean Doukas)
Pour les articles homonymes, voir Andronic Doukas.
Andronic Doukas (en grec : Ανδρόνικος Δούκας ; né en 1036, mort le 14 octobre 1077) est protovestiarios et protoproedros de l’Empire byzantin sous les règnes de Romain IV Diogène et Michel VII Doukas.

## Biographie
Andronic Doukas était le fils du césar Jean Doukas et d’Irène Pégonitissa. Son père était le frère de l’empereur Constantin X Doukas. Son grand-père maternel était Nicétas Pégonitès. Il était lui-même cousin de Michel VII.
En 1071, Andronic commandait une section de l’armée byzantine lors de la campagne de Romain IV Diogène contre les Turcs seldjoukides d’Alp Arslan. Lors de la bataille de Manzikert, Andronic, qui commandait à ce moment l’arrière-garde, fit courir la rumeur que l’empereur avait été touché et que la bataille était perdue. Ce sur quoi il quitta le champ de bataille, suivi d’autres contingents. On le blâme généralement pour avoir ainsi causé la défaite humiliante des forces byzantines et la capture subséquente de Romain IV par l’ennemi,.
Alp Arslan devait cependant relâcher rapidement Romain IV après avoir négocié une alliance, une rançon, un tribut annuel et la cession de Manzikert, Édesse, Manbij et Antioche. Toutefois, à Constantinople, le césar Jean Doukas, adversaire acharné de Romain IV, aidé de la garde varègue, proclama la déchéance de Romain, relégua l’impératrice Eudocie dans un couvent et proclama Michel VII seul empereur. Andronic et son frère Constantin furent envoyés pour barrer la route du retour à Romain IV. Ils vainquirent celui-ci et le pourchassèrent jusqu’en Cilicie. Andronic obtint finalement la reddition de Romain qu’il ramena à Constantinople. On croit qu’en dépit de sa haine profonde de l’ancien empereur, Andronic s’est opposé à l’aveuglement de celui-ci le 29 juin 1072, des suites duquel il devait finalement mourir.
Dans un acte en date de 1073, on lui donne les titres de protoproedros, protovestiarios et megas domestikos. Michel Attaleiatès indique que ce dernier titre correspond à celui de domestique des scholes d’Orient, titre qui lui avait été donné lorsqu’il avait été envoyé contre Romain Diogène.
En 1074, Andronic commandait avec son père l’armée impériale envoyée contre les mercenaires rebelles de Roussel de Bailleul. Tous deux furent capturés par les rebelles, Andronic subissant de sérieuses blessures. Les rebelles le relâchèrent pour qu’il puisse être soigné à Constantinople. Sa santé s’améliora, mais il devait mourir d’un œdème trois ans plus tard, en 1077.

## Famille
Andronic Doukas épousa Marie de Bulgarie, fille de Troijan et petite-fille de l’empereur Ivan Vladislav de Bulgarie. Ils eurent au moins eurent quatre fils et trois filles :
- Michel Doukas, protostrator, général dans l’armée d’Alexis Ier. Après plusieurs défaites, il devait participer en 1091 à la victoire finale sur les Pétchénègues à la bataille de Levounion[6],[7],[8] ;
- Constantin Doukas, sébaste[9] ;
- Ètienne Doukas, sébaste[5] ;
- Jean Doukas[10], militaire, d’abord gouverneur de Dyrrhachium, puis megas doux. Il libéra la mer Égée de la flotte turque de l’émir Tzachas et reconquit la majeure partie de la côte occidentale de l’Anatolie pour Byzance ;
- Irène Doukas[11] (féminin Doukaina), qui épousa l’empereur Alexis Comnène ;
- Anne Doukaina[5], qui épousa Georges Paléologue ;
- Théodora Doukaina, qui devint religieuse[12].